# Metachromadora cancellata
Metachromadora cancellata is een rondwormensoort uit de familie van de Desmodoridae. De wetenschappelijke naam van de soort werd in 1933 voor het eerst geldig gepubliceerd door Cobb.